# BNS Anushandhan
Le BNS Anushandhan est un bateau océanographique de la marine du Bangladesh. Il est devenu le premier navire de levé hydrographique à servir dans la marine du Bangladesh, depuis le 1er juin 2010.

## Historique
Il a précédemment servi dans la Royal Navy en tant que navire de surveillance côtier HMS Roebuck (H130) du 3 octobre 1986 au 15 avril 2010 où il a été déclassé au HMNB Devonport. Il a été le dernier navire de surveillance traditionnel à servir dans la Royal Navy. En 2010, il a été vendu à la marine du Bangladesh et remis le 28 mai 2010.
Sa mission est de maintenir l'environnement marin et la navigabilité des rivières, de délimiter la frontière maritime et de préserver la zone côtière en collectant les informations et les données statistiques nécessaires. Il joue également un rôle important dans les activités de recherche et d'extraction des ressources marines. Il peut également servir de navire de soutien aux navires de guerre contre les mines.
Il a joué un rôle important pour sécuriser le verdict de la frontière maritime entre le Myanmar et l'Inde en fournissant des données précises.